# Hệ số Sharpe
Hệ số Sharpe (tiếng Anh: Sharpe ratio, Sharpe index hay Sharpe measure) là một thước đo xem lợi nhuận thu được là bao nhiêu trên một đơn vị rủi ro khi đầu tư vào một tài sản hay đầu tư theo một chiến lược kinh doanh, được đặt tên theo William Forsyth Sharpe. Từ khi nó được đưa ra bởi tác giả vào năm 1994, nó được định nghĩa là:
{\displaystyle S={\frac {R-R_{f}}{\sigma }}={\frac {E[R-R_{f}]}{\sqrt {\mathrm {var} [R-R_{f}]}}},}
trong đó {\displaystyle R} là tỷ suất lợi nhuận của tài sản, {\displaystyle R_{f}} là tỷ suất lợi nhuận của một tài sản được lấy làm mốc, chẳng hạn như tỷ lệ lợi nhuận phi rủi ro (risk free rate), {\displaystyle E[R-R_{f}]} là giá trị kỳ vọng của mức chênh lệch giữa tỷ suất lợi nhuận của tài sản so với tỷ suất lợi nhuận mốc, và {\displaystyle {\sigma }} là độ lệch chuẩn của mức chênh lệch này.
Tỷ lệ này càng cao càng tốt. Khi lựa chọn đầu tư giữa hai tài sản, nhà đầu tư thường lựa chọn tài sản có hệ số Sharpe cao hơn. Tất nhiên cần cân nhắc số tuyệt đối của rủi ro khi đầu tư.